# أفضل هداف دولي في العالم 1993
قائمة هدّاف العالم لعام 1993 بحسب ما أعلن الاتحاد الدولي لتاريخ وإحصائيات كرة القدم، وجاءت القائمة لابراز الهدافين خلال العام، كما هو موضح في الجدول التالي.
| التصنيف | لاعب              | البلد     | الإجمالي | اهدافه في المنتخب | اهدافه في الاندية | النادي             |
| ------- | ----------------- | --------- | -------- | ----------------- | ----------------- | ------------------ |
| 1       | سعيد العويران     | السعودية  | 18       | 15                | 3                 | الشباب السعودي     |
| 2       | كازيوشي ميورا     | اليابان   | 16       | 16                | 0                 | طوكيو فيردي        |
| 3       | لويس روبرتو ألفيس | المكسيك   | 14       | 14                | 0                 | نادي أمريكا        |
| 4       | روبرتو باجو       | إيطاليا   | 13       | 5                 | 8                 | يوفنتوس            |
| 5       | Piyapong Pue-on   | تايلاند   | 12       | 12                | 0                 | قوة الجوية المتحدة |
| 6       | أندرياس مولر      | ألمانيا   | 11       | 7                 | 4                 | يوفنتوس            |
| 7       | راؤول دياز آرسي   | السلفادور | 11       | 5                 | 6                 | لويس أنخيل         |
| 8       | دينيس بيركامب     | هولندا    | 11       | 4                 | 7                 | اياكس إنتر ميلان   |
| 9       | أحمد راضي         | العراق    | 9        | 9                 | 0                 | الزوراء            |
| 10      | رشيدي يقيني       | نيجيريا   | 9        | 9                 | 0                 | فيتوريا سيتوبال    |

## مواضيع ذات صلة
- أفضل هدّاف العالم
- كرة قدم
- رياضة

## وصلات خارجية
- الموقع الرسمــي